# Leptocheilus leopoldi
Leptocheilus leopoldi är en stekelart som först beskrevs av Dusmet.  Leptocheilus leopoldi ingår i släktet Leptocheilus och familjen Eumenidae. Inga underarter finns listade i Catalogue of Life.